# Žitavce
Žitavce – wieś i gmina (obec) w powiecie Nitra, w kraju nitrzańskim na Słowacji. Znajduje się nad prawym brzegiem rzeki Žitava na Nizinie Naddunajskiej w kierunku na południowy wschód od miasta Nitra.